# IMVU
IMVU是一種圖形即時通訊客戶端軟體，有超過一百萬名使用者。目前最新的版本分別是，Windows:543.2(Client)10.8.15(Desktop)，Mac:6.1.1，該版本自2004年4月1日發行。該軟體是由威爾·哈威（Will Harvey）創立的IMVU, Inc所發展。威爾·哈威（Will Harvey）是一位電子遊戲發展者，也是There的創立者。